# Pascal Mazzotti
Pascal Mazzotti, nome d'arte di Pasquale Mazzotti (Saint-Étienne-de-Baïgorry, 16 dicembre 1923 – Saint-Ouen-l'Aumône, 19 giugno 2002), è stato un comico e attore francese.

## Biografia
Soprattutto noto per aver recitato al fianco di Louis de Funès in film quali Aggrappato ad un albero, in bilico su un precipizio a strapiombo sul mare (1970) e Louis de Funès e il nonno surgelato (1969).
È sepolto presso il Cimitero parigino di Thiais, a Val-de-Marne.

## Filmografia
- Gli amanti di domani (Cela s'appelle l'aurore), regia di Luis Buñuel (1956)
- X 3 operazione dinamite (Le Feu aux poudres), regia di Henri Decoin (1956)
- Courte Tête, regia di Norbert Carbonnaux (1956)
- Occhio per occhio (Oeil pour oeil), regia di André Cayatte (1957)
- Spalle al muro (Le Dos au mur), regia di Édouard Molinaro (1958)
- Nella notte cade il velo (Toi, le venin), regia di Robert Hossein (1958)
- Le grandi famiglie (Les Grandes familles), regia di Denys de La Patellière (1958)
- Sexy Girl (Voulez-vous danser avec moi?), regia di Michel Boisrond (1959)
- Mio figlio (Rue des prairies), regia di Denys de La Patellière (1959)
- Les Affreux, regia di Marc Allégret (1959)
- I dialoghi delle Carmelitane (Le Dialogue des Carmélites), regia di Raymond Léopold Bruckberger, Philippe Agostini (1959)
- La francese e l'amore (La Française et l'amour), episodio La Virginité, regia di Michel Boisrond (1960)
- Tutto l'oro del mondo (Tout l'or du monde), regia di René Clair (1961)
- La moglie addosso (Comment réussir en amour), regia di Michel Boisrond (1962)
- Arsenio Lupin contro Arsenio Lupin (Arsène Lupin contre Arsène Lupin), regia di Édouard Molinaro (1962)
- Nuda per un delitto (Les Yeux cernés), regia di Robert Hossein (1964)
- Une drôle de bourrique / L'Âne de Zigliara, regia di Jean Canolle (1969)
- Midi-minuit, regia di Pierre Philippe (1969)
- Alla bella Serafina piaceva far l'amore sera e mattina (La Fiancée du pirate), regia di Nelly Kaplan (1969)
- Louis de Funès e il nonno surgelato (Hibernatus), regia di Édouard Molinaro (1969)
- Aggrappato ad un albero, in bilico su un precipizio a strapiombo sul mare (Sur un arbre perché), regia di Serge Korber (1970)
- Il fascino sottile della perversione (Mont-Dragon), regia di Jean Valère (1970)
- Una stagione all'inferno, regia di Nelo Risi (1970)
- Les Volets clos, regia di Jean-Claude Brialy (1973)
- Freddy, regia di Robert Thomas (1978)

### Narratore
- La Joconde : Histoire d'une obsession (cortometraggio) (1957)
- Les Experts des années quatre, regia di André Vétusto (cortometraggio) (1965)
- Et Zeus se gratta la cuisse, regia di Georges Dumoulin (cortometraggio) (1965)
- Chaval, regia di Mario Ruspoli (documentario)
- Chantons sous l'Occupation, regia di André Halimi (1976)

### Doppiatore
- Le 12 fatiche di Asterix (Les douze travaux d'Astérix), regia di René Goscinny, Albert Uderzo, Henri Gruel, Pierre Watrin (1976)
- Le Roi et l'Oiseau, regia di Paul Grimault (1980)